# 世にも奇妙な物語 2012年 春の特別編
『世にも奇妙な物語 2012年 春の特別編』（よにもきみょうなものがたり2012ねんはるのとくべつへん）は2012年4月21日（土曜）21:00 - 23:10にフジテレビ土曜プレミアム枠で放送された「世にも奇妙な物語」の特別編。視聴率は14.5%。

## ストーリーテラー

### キャスト
ストーリーテラー - タモリ
劇団員の女 - 中村真知子
劇団員の少女 - 信太真妃

### スタッフ
脚本 - 川野将一
演出 - 植田泰史（共同テレビ）

## スウィート・メモリー

### ストーリー
赤井佳恵（仲間由紀恵）は気が付くと病院のベッドに居た。2日前の夜に部屋で気を失い昏睡する。また、警察の事情聴取で佳恵の部屋に田野中久（永井大）が遺体となって倒れていたことを知る。田野中とはふとしたことから出会い、ストーカーのように付きまとわれていたことを思い出す。

### キャスト
赤井 佳恵 / 君沢 ユリ - 仲間由紀恵
ファッションデザイナー、2日前に田野中の遺体と共に気を失っている所を発見される。
倉本 慎吾 - 鈴木一真
警視庁刑事部捜査一課 警部。
中川 義雄 - 三上市朗
都立綿貫病院精神科医師。
アシスタント1 / デザイナー - 黒坂真美
アシスタント2 - 大杉亜依里
アシスタント3 - 吉田優華
引越し業者 - 新虎幸明
本物の赤井 佳恵 - イーちゃん（マリア）
田野 中久 - 永井大
赤井につきまとう謎の男、遺体となって発見される。

### スタッフ
脚本 - 正岡謙一郎
演出 - 小林義則（共同テレビ）

## 7歳になったら

### ストーリー
あと4日で7歳になる下平一海（鈴木福）は誕生日に母（ともさかりえ）・父（川岡大次郎）と遊園地に行く約束をする。一方、学校では友達が急に跳び箱を跳べるようになり、理由を聞くと「もう7歳だから、君もすぐに跳べるようになる。」と意味深な言葉を掛けられる。その日の下校後、塾に行くためバスに乗り、それから寝過ごしてしまい見知らぬ土地へ着く。するとそこで自分の姿にそっくりな子を見かけ不思議に思う。

### キャスト
下平 一海 (H) / 下平 一海 (R) - 鈴木福
あと4日で7歳を迎える小学生。
下平 桂子 - ともさかりえ
一海の母。
下平 靖之 - 川岡大次郎
一海の父。
山口先生 - 浅見れいな
国立羊ヶ丘小学校教諭。一海の担任。
園田 夕子 - 久家心
一海の同級生。
原 翔太 - 新井惇平
一海の同級生。
運転手 - 鈴木とーる
警備員 - 窪寺昭、片霧竜二「クレジット」のない出演者。
男の子 - 矢部光祐、柾本尚希
女の子 - 庵原涼香
男 - 仲村信幸、神農直隆
審査官 - ムロツヨシ
優等教育院管理局。

### スタッフ
脚本 - ふじきみつ彦
演出 - 高丸雅隆（共同テレビ）

## 家族（仮）

### ストーリー
食事会を終え部下と別れた小野寺裕史（高橋克典）、家に帰ると何故か見知らぬ女（白石美帆）と少女（西川茉佑）に出迎えられる。独身の小野寺に妻子がいるはずもなく戸惑う。その瞬間から奇妙な生活が始まる。

### キャスト
小野寺 裕史 - 高橋克典
会社社長。謎の女が急に現れ奇妙な夫婦生活を始めることになる。
女 - 白石美帆
小野寺が帰宅すると夫として扱う女性。悪徳商法に引っかかったり、老いを感じてしまうことを受け入れられなかったりするなど、狂い始めている。
少女 (あかり / 6歳) - 西川茉佑
小野寺が家に帰るといた少女。小野寺の事を父として扱う。
ADの男 - 八神蓮
少女A (あかり / 16歳) - 飯豊まりえ
6歳のあかりとは違って反抗期を迎えた不登校の不良少女になっている。
少女B (あかり / 26歳) - 松本若菜
16歳のあかりとは違ってアニメ文化にハマっているコスプレイヤーになっている。
部下 - 矢柴俊博
少女Bの彼氏 - 上野山浩
メイク - 田村さやか
衣装 - 加藤やよい
美術 - 松村岬子郎
セカンドAD - 加藤宏典
精神科医 - 大塚和彦
橋本先生 - 佐々木維子
逆誘拐犯 - 井上肇
女の夫で少女の父親。この2人を小野寺宅に送り込んだ。

### スタッフ
脚本 - 春名功武
演出 - 佐藤源太（共同テレビ）

## 試着室

### ストーリー
柏木美沙（忽那汐里）は高校の同窓会に向かう途中でコンビニ強盗に投げたカラーボールが偶然当たり、服が台無しになってしまう。仕方なく近くのブティックに入るとそこは不思議な雰囲気漂うブティックだった。店員（堀内敬子）に勧められるまま服を試着し、試着室から出るとそこは同窓会の会場だった。

### キャスト
柏木 美沙 - 忽那汐里
高校の同窓会に向かう女性。カラーボールに当たり服を着替えるため不思議なブティックに入る。
中西 篤志 - 石黒英雄
明青高校演劇部OB。美沙が憧れを抱く先輩。
河合 麻衣子 - 高部あい
篤志を狙っている派手な女性。
沼田 知美 - 板東晴
美沙の親友。
女友達 - マリアユリコ
オタク - 尾倉ケント
塗装業者 - 上野山浩
店員 - 堀内敬子
謎のブティック店員。

### スタッフ
脚本 - 小峯裕之
演出 - 後藤庸介

## ワタ毛男

### ストーリー
都市伝説の流布を目的とする「都市伝説協会」の怪人課に勤めている橋本俊樹（濱田岳）。怪人課は口裂け女以来ヒットを飛ばせず、橋本が考えた「イカ男」も芳しくない結果に終わる。そんな中、都市伝説協会の関知しない範囲で「ワタ毛男」なる都市伝説が流れ始める。

### キャスト
橋本 俊樹 - 濱田岳
都市伝説協会に勤める男。話題となっているワタ毛男について調べ始める。
矢澤 順 - 渡辺いっけい
都市伝説協会怪人課課長。
土屋 奈保 - 映美くらら
都市伝説協会怪人課社員。
木下 裕之 - ムーディ勝山
都市伝説協会怪人課社員。
余木 陽子 - 藤澤恵麻
都市伝説協会怪人課元社員。初代口裂け女。
若原 - なかやまきんに君
都市伝説協会怪人課社員。公然わいせつ罪で服役している男。
一瀬 和佳奈 - 滝沢沙織
橋本の彼女。
余木 寛治 - 上田耕一
陽子の夫。都市伝説協会怪人課元社員。
イカ男に遭遇するOL - 山﨑夕貴
屋台の男 - 中野剛
真珠男に遭遇するOL - 片瀬まひろ
警備員 - 大坪貴史
タクシー運転手 - 大橋てつじ
噂をする人々 - 松田百香、寺山葵、相楽樹、優希、番場智美、吉澤天純、荒井颯太、藤原健太、羽斗樹希、中西夢乃、宮本侑芽、片霧竜二：「クレジット」のない出演者。

### スタッフ
原作 - 小田扉「ワタ毛男」（講談社 / 「前夜祭」収録）
脚本 - ブラジリィー・アン・山田
演出 - 植田泰史（共同テレビ）

## スタッフ（全話共通）
- 音楽 - 配島邦明
- CG - 豊直康、松岡勇二、塚田均
- イラストレーター - 長友心平
- タイトル - 岩崎光明
- CGタイトル - 大村卓、岩下みどり
- スタントコーディネーター - 釼持誠
- フードコーディネーター - 住川啓子
- ファッションコーディネイト - 木下勝之
- 演出補 - 佐藤さやか、三木茂、淵上正人、根本和政
- プロデュース補 - 木下優希
- アソシエイトプロデューサー - 岩田祐二
- プロデュース - 小林宙
- 制作 - フジテレビ
- 制作著作 - 共同テレビ